# Phlogomera bicolor
Phlogomera bicolor är en fjärilsart som beskrevs av Rothschild 1913. Phlogomera bicolor ingår i släktet Phlogomera och familjen björnspinnare. Inga underarter finns listade i Catalogue of Life.